# Natasha Hamilton
Natasha Maria Hamilton, surnommée Tash ou Tasha, née le 17 juillet 1982 à Kensington (en) (Liverpool), est une auteure-compositrice-interprète anglaise, connue pour être membre du groupe Atomic Kitten.

## Biographie
Elle est née en 1982 à Kensington (en), un quartier de Liverpool, et a commencé à chanter et à jouer à partir de 12 ans dans le Starlight Show Group. Elle est de père métis. Elle a fréquenté l'école primaire catholique St. Sebastian puis le Broughton Hall Technology College, tous deux situés dans sa ville natale de Liverpool. Elle est devenue membre de Atomic Kitten, un groupe de filles, en mai 1999. 
En avril 2002, elle a annoncé sa première maternité. Elle n’en a pas moins participé à la vidéo de The Tide Is High et à la tournée 2002 de Atomic Kitten. Le 24 aout 2002, elle a finalement donné naissance à un garçon. En janvier 2003, elle s'est séparée du père de l'enfant, Fran Cosgrave, propriétaire d'une boîte de nuit irlandaise et ancien garde du corps du groupe irlandais Westlife. Elle a participé, avec son bébé à la tournée 2003 du groupe Atomic Kitten, puis a décidé de quitter le groupe pour se consacrer à son enfant. Le groupe a fait une longue pause. Elle a mis au mode son deuxième garçon le 31 décembre 2004. Le père était cette fois le danseur Gavin Hatcher. Ils se sont séparés en juillet 2005 pour recommencer sa relation avec Fran Cosgrave. Cependant, cette vie commune a été de courte durée. La séparation a  lieu en février 2006.
Le 23 novembre 2007, en présence de Liz McClarnon et de Jenny Frost (autres membres du groupe Atomic Kitten), elle a épousé Riad Erraji à Crewe Hall dans le Cheshire. Le 8 mai 2009, dans une interview accordée au Daily Mirror, Natasha Hamilton a déclaré que son premier single en  solo serait Ms. Emotional, une ballade qu'elle a enregistrée aux Etats-Unis l'année précédente. La diffusion du titre est alors annoncée pour les environs d'octobre 2009. Elle a joué dans quelques spectacles dont un Peter Pan sur les planches du Liverpool Empire Theatre fin 2009. Elle a tourné la vidéo pour Ms Emotional le 30 janvier 2010, mais s'est consacré ensuite à sa troisième maternité. Le 14 juin 2010, elle accouchait d’un troisième garçon. En mars 2012,elle annonçait que le groupe de pop anglaise Atomix Kitten envisageait de se reformer. En juillet 2013, elle a officiallisé la séparation entre elle et de Riad Erraji. Fin septembre 2014, elle donnait le jour à sa première fille. Le père est le chanteur Ritchie Neville du groupe 5ive,.
Elle est en couple, en 2017, avec Charles Gay, directeur d’une marque de mode, et souhaite avoir un cinquième enfant, mais pas avant le mariage. En avril 2017, elle déclarait au magazine OK : « Les gens sont absolument persuadés qu’on n’a le droit d’aimer qu’une seule personne dans sa vie. Mais ce n'est pas ce que je crois. »
En 2023, elle rejoint l'émission The Real Housewives of Chesire durant la saison 16.